# Francisco Pinazo
Francisco Pinazo Peñalver (El Chopo, Alpuente, 1802 - Damasco, 1860) fue un religioso franciscano, mártir y santo de la iglesia católica.

## Biografía
Francisco Pinazo nació en la aldea de El Chopo, perteneciente al municipio de Alpuente de la comarca valenciana de Los Serranos en 1802, e ingresó en 1825 en el convento franciscano de Chelva, en la misma comarca. Hizo su noviciado en el convento de San Francisco de Valencia y profesó la regla franciscana en 1832.
Embarcó en 1843 para Tierra Santa y su primer destino fue Damasco, donde permaneció 6 años con los cargos de cocinero y sastre. Pasó después a la comunidad de la Basílica del Santo Sepulcro en Jerusalén, donde estuvo 6 meses y luego fue a Nicosia (Chipre) prestando servicios en la parroquia latina. Después estuvo algún tiempo en Nazaret, Jaffa, San Juan de la Montaña y, finalmente, fue destinado a Damasco donde sufrió martirio.

## Martirio
Debido a la guerra civil desatada en la región entre drusos y maronitas, el conflicto se extendió a la ciudad de Damasco el 9 de julio de 1860, donde miles de residentes cristianos fueron asesinados por milicianos musulmanes y drusos.
Entre estos cristianos se encontraba Francisco Pinazo y otros siete frailes más, que fueron asesinados en el convento de Damasco en la noche del 9 al 10 de julio.

## Beatificación
El 17 de diciembre de 1885, año que hacía el 25 aniversario del martirio, siendo papa León XIII, se introdujo la causa de su beatificación. En 1872 comenzó la causa, pero hubo un parón del proceso. 
Se creó un nuevo tribunal en Damasco en 1922 y finalmente, el papa Pío XI el 10 de octubre de 1926 beatificó a Francisco Pinazo junto con sus siete compañeros franciscanos y tres católicos maronitas seglares, coincidiendo con las fiestas del séptimo centenario de la muerte de san Francisco de Asís.
La fiesta litúrgica se celebra el 10 de julio.

## Canonización
El 23 de mayo de 2024 el papa Francisco autorizó la canonización de Francisco Pinazo y los demás Mártires de Damasco,el 1 de julio de 2024 el papa Francisco fijó la fecha de la canonización y el 20 de octubre de 2024, así se realizó.